# Subir al cielo (álbum)
Subir al cielo es el título del tercer álbum de estudio grabado por la boy band latinoamericana MDO, El álbum fue lanzado al mercado bajo el sello discográfico Sony Discos el 31 de octubre de 2000. La formación incluía a Abel Talamántez, Alexis Grullón, Didier Hernández y el integrante Anthony Galindo, quien dejó el grupo al inicio del proyecto y fue reemplazado por Pablo Portillo y Troy Tuminelli.
El álbum presentó un sonido más maduro y pop, con influencias de pop rock y baladas románticas. La producción musical, realizada por grandes nombres de la industria como Rudy Pérez y Emilio Estefan, aseguró un álbum con una sonoridad contemporánea y arreglos sofisticados. El álbum contiene tres canciones en inglés y donde se desprende el exitoso sencillo: "Te quise olvidar", la canción llegó a la primera posición de las listas Billboard Hot Latin Tracks y Billboard Latin Pop Airplay en los Estados Unidos de Norteamérica a principios del año 2001. 
La balada romántica Te quise olvidar fue utilizada para el tema principal de la telenovela venezolana de la hoy extinta cadena de televisión RCTV, Carissima (2001), protagonizada por Roxana Díaz y Carlos Montilla, con las actuaciones antagónicas de Maricarmen Regueiro, Franklin Virgüez y Carolina Tejera y Las actuaciones estelares de Carlos Cámara Jr. y Dalila Colombo.  La inclusión de dos canciones en inglés, "Someone Help Me" y "Lock All Doors", mostró la ambición del grupo de conquistar el mercado internacional y ampliar su público.

## Producción y grabación
Las grabaciones se llevaron a cabo entre junio y julio de 2000 en los Estudios EQ de Miami, Florida. El álbum fue producido junto a otro disco en inglés, que se lanzaría posteriormente, por un equipo significativo de productores como Rudy Pérez, Emilio Estefan, Marco Flores y Alejandro Jaén, e incluye composiciones de Yasmil Marrufo, Carlos Baute, Karla Aponte y Evan Rogers, resultando en un trabajo latino con fuertes influencias estadounidenses.
Los integrantes participaron en el proceso de composición y producción, y estuvieron de acuerdo en trabajar con diversos productores. Según Abel: "Trabajamos arduamente durante un año en ambos álbumes, además decidimos contar con una mezcla de varios productores de diferentes partes del mundo para dar un sabor variado y evitar la monotonía".

## Lanzamiento y promoción
El álbum fue lanzado el 31 de octubre y contiene once canciones, dos de ellas en inglés: "Someone Help Me" y "Lock All Doors", como adelanto del álbum en inglés que sería lanzado en Estados Unidos en enero de 2001. El álbum en inglés incluiría versiones de canciones de Subir al cielo, además de un nuevo nombre, portada y cinco temas inéditos. El representante del grupo, Edgardo Díaz, comentó que debido a estrategias de marketing, el material en español se lanzaría primero. "Primero lanzaremos el disco en español porque visitaremos varios lugares de América Latina, pero después continuaremos con el álbum en inglés porque queremos tener un gran éxito en Estados Unidos", comentó el integrante Pablo.
Para promocionar el álbum, la discográfica planeó viajes internacionales a países como Panamá, República Dominicana y Venezuela, donde el quinteto buscaba conquistar su propio espacio, sin depender de la fama de la formación que incluyó a Ricky Martin, Robi Draco Rosa y Charlie Massó. La gira promocional, que inició antes del lanzamiento del álbum, recorrió países como Estados Unidos, Puerto Rico, Perú, Venezuela, Colombia y Centroamérica.
Durante los trabajos de promoción, dos integrantes dejaron el grupo. El primero fue Alexis, quien posteriormente se arrepintió de haber salido y regresó poco tiempo después. El motivo del cambio de postura fue que Sony Music y K Note, la empresa de Edgardo Díaz, interpusieron una demanda en su contra por incumplimiento de contrato, por un valor superior a 400 mil dólares. Al mismo tiempo, los directores de Sony decidieron que Troy Tuminelli debía abandonar el grupo porque no se dedicaba a las clases de español ni a las de baile. Fue reemplazado por el puertorriqueño Calev Avilés, de 22 años, quien se unió a la banda en un evento benéfico para la Cruz Roja en Puerto Rico. Carlos Cambiazzo, portavoz del grupo en México, afirmó que el material en inglés que MDO había grabado para lanzar en los próximos meses tendría las voces modificadas en las canciones que Troy interpretaba como solista, y que no habría cambios en las pistas cantadas por Didier, Pablo y Abel. Agregó: "Al principio, era solo un rumor que Alexis regresaría, y hoy ya es un hecho. Se unirá a las actividades de promoción de Subir al Cielo y luego continuará afinando los detalles para el lanzamiento del álbum en inglés, que será presentado en la convención internacional de Sony Music en Asia dentro de unas semanas".

## Sencillos
"Te quise olvidar" fue el sencillo principal del álbum, lanzado, el 2 de octubre de 2000. Es una canción originalmente co-esctita en interpretada por el cantautor venezolano Carlos Baute en su álbum Yo nací para quererte (1999). La canción, una balada, aborda en su letra "la obsesión por un amor perdido y el intento inútil de olvidar al encontrar a alguien nuevo". El videoclip de MDO fue codirigido por Pablo Croce y Tony Van Den-ende y filmado en un desierto en Venezuela, donde muchos miembros del equipo sufrieron quemaduras en los pies. La canción fue tema principal de las telenovelas Muñeca brava y Alma rebelde. También se grabaron versiones en estilo norteño y en inglés, esta última titulada "So Hard to Forget". Posteriormente, se grabó una versión en ritmo de salsa e incluida en la recopilación 2002 Ultimate Mega Hits (2002). Otras versiones incluyen adaptaciones en salsa por Japhet Albert y Moa Rivera, que alcanzaron las posiciones 31 y 21, respectivamente, en el Billboard Tropical Airplay charts, además de versiones regionales mexicanas por El Bebeto y Siggno (números 14 y 43 en México). En los Estados Unidos, la canción "Te quise olvidar" logró alcanzar la primera posición en la lista Hot Latin Tracks de la revista Billboard durante tres semanas. En la lista de fin de año, que presentaba las canciones más reproducidas en diversas listas musicales de la revista Billboard en 2001, la canción apareció en la posición número tres en Hot Latin Tracks, y número 15 en Hot Tropical/Salsa Airplay.
Tras el éxito del sencillo principal, el grupo buscaba un sucesor a su altura. Según el integrante Pablo: "Después del éxito que obtuvimos con nuestro sencillo principal, 'Te quise olvidar', que nos colocó en los primeros lugares de las listas musicales, en Billboard y en la mayoría de los países del continente [americano], ahora estamos poniendo toda nuestra esperanza y energía en el segundo single". "Sin ti" fue lanzada como segundo sencillo del álbum. En la lista Hot Latin Tracks alcanzó la posición número 36 durante dos semanas. En la lista Latin Pop Airplay alcanzó la posición número 23, mientras que en Latin Tropical/Salsa Airplay tuvo como pico la posición número 38.
"Cuatro paredes" fue el último single lanzado.

## Recepción crítica
En cuanto a las reseñas de los críticos especializados en música, el crítico del sitio AllMusic calificó con tres estrellas sobre cinco; sin embargo, no escribió ningún comentario sobre el álbum.
Úrsula Ramos, del periódico La Opinión, calificó el álbum con dos estrellas sobre cinco, considerando que estaba "De Moda". Escribió que, aunque las personas los criticaban por su similitud con grupos como los Backstreet Boys y por seguir una fórmula pasajera, disfrutaba de canciones como "Cuatro paredes", "Yo no tengo corazón", "Baila", "Te quise olvidar" y "Sin ti".

## Premios y nominaciones
En los Billboard Latin Music Awards, el álbum compitió en la categoría de Álbum Pop del Año (Grupo), junto a El Sapo de Azul Azul, CD00 de OV7 y el ganador Mi Gloria, Eres Tú de Los Trí-O.

## Desempeño comercial
El álbum tuvo éxito en las listas de álbumes latinos de la revista Billboard. Debutó en la posición número 42 en la Billboard Top Latin Albums. En enero de 2000, alcanzó el segundo lugar, su pico en la lista. En la lista de fin de año de la misma revista, que enumeraba los álbumes latinos más vendidos en Estados Unidos en 2001, apareció en la posición número 68.
El 5 de mayo de 2001, la revista Billboard informó que el álbum había sido certificado como disco de oro por 50 mil copias vendidas en Estados Unidos. La Recording Industry Association of America (RIAA) lo certificó como disco de platino por 100 mil copias vendidas en Estados Unidos en 2001.

## Lista de canciones
| Subir al cielo |                               |                                                               |          |  |
| N.º            | Título                        | Escritor(es)                                                  | Duración |  |
| 1.             | «Cuatro paredes»              | Alejandro Jaén · William Paz · Abel Talamantez · Tommy Torres | 3:56     |  |
| 2.             | «Te quise olvidar»            | Carlos Baute · Yasmil Marrufo                                 | 4:23     |  |
| 3.             | «Déjame subirte al cielo»     | Amado Jaén · Evan Rogers · Carl Sturken                       | 4:07     |  |
| 4.             | «A mi amor tu vas a extrañar» | Rudy Pérez · Bruce Weeden                                     | 3:33     |  |
| 5.             | «Baila»                       | Karla Aponte · César Lemos                                    | 3:11     |  |
| 6.             | «Sin ti»                      | Omar Alfanno                                                  | 3:25     |  |
| 7.             | «Tonigth, Te amaré»           | Karla Aponte · César Lemos · Abel Talamantez                  | 3:32     |  |
| 8.             | «Es la cosa»                  | William Paz · Evan Rogers · Abel Talamantez                   | 3:56     |  |
| 9.             | «Yo no tengo corazón»         | William Paz                                                   | 4:01     |  |
| 10.            | «Someone Help Me!»            | Abel Talamantez                                               | 3:55     |  |
| 11.            | «Lock All The Doors»          | Didier Hernández · Abel Talamentez · Tommy Torres             | 3:26     |  |
| 12.            | «So Hard To Forget»           |                                                               | 4:24     |  |
| 50:59          |                               |                                                               |          |  |

## Posicionamiento en listas

### Semanales
| Lista (2000-2001)               | Máxima posición |
| ------------------------------- | --------------- |
| U.S. Billboard Top Latin Albums | 2               |
| U.S. Billboard Latin Pop Albums | 2               |
| U.S. Billboard Top Heatseekers  | 23              |

### Anuales
| Lista (2001)                    | Máxima posición |
| ------------------------------- | --------------- |
| U.S. Billboard Top Latin Albums | 68              |

## Certificaciones y ventas
| País           | Proveedor | Año  | Certificación | Ventas  |
| Estados Unidos | RIAA      | 2000 | Platino       | 100 000 |